# Patrick Mirage
Patrick Mirage (* 1975 in Aachen, als Dirk Windeck) ist ein deutscher Zauberkünstler.

## Künstlerisches Schaffen
1987 hatte Dirk Windeck, der damals noch unter dem Künstlernamen Marabu als Zauberkünstler auftrat, seinen ersten TV-Auftritt in der ARD unter Regie von Rudi Carrell im überregional bekannten Themenpark Phantasialand in Brühl. Daraufhin folgten eine Vielzahl von Auftritten und eine intensive Berichterstattung durch lokale als auch überregionale Printmedien, wie z. B. der Bild-Zeitung.
Im Jahre 1995, nach hunderten von Auftritten, gab er, erstmals unter dem Künstlernamen Patrick Mirage auftretend, eine eigene abendfüllende Zaubershow mit größtenteils eigenen, selbstentwickelten Illusionen in der Stadthalle Geilenkirchen. Ein Jahr später ließ bei der Sportlerwahl der Aachener Zeitung 1996 die Sportlerin Heike Drechsler im Spielcasino Aachen schweben, zauberte im Autohaus Piper in Aachen ein Auto, den neuen VW Passat, aus dem Nichts hervor und präsentierte seine abendfüllende Zaubershow im Eurogress.
1997 zeichnete der WDR ein TV-Porträt über Patrick Mirage auf, welches ausführlich über seine Karriere und seine Vielzahl von Auftritten, die seit einiger Zeit auch schon international im benachbarten Ausland stattfanden, berichtete.
Er hatte Auftritte mit selbst entwickelten Shows u. a. für die Fluggesellschaft LTU, im CentrO Oberhausen, bei dem mehrmals täglich eine Gruppe von Menschen verschwand und Sekunden später auf der anderen Seite der Bühne im CentrO Oberhausen wieder auftauchte, sowie das Hervorzaubern des neuen 7er BMW im Kölner Gürzenich.
Neben großen Shows mit mehreren Assistentinnen und eigenen Technikern tritt Patrick Mirage für private oder öffentliche Veranstaltungen auch im kleineren Rahmen, verstärkt in der Region Aachen, Düren, Heinsberg, Düsseldorf und Köln auf. Dabei verzaubert er auch überregional bekannte Gäste & Politiker, wie z. B. den Oberbürgermeister von Aachen, Marcel Philipp. Sein aktuelles Projekt (Stand: Januar 2021) ist die Pole Dance & Magic Varieté-Show, in der Pole Dance mit Magie, Tanz, Comedy, Artistik und Feuerspucken kombiniert aufgeführt wird.